# HKK Stolac
HKK Stolac je bosanskohercegovački košarkaški klub iz Stoca. 
Udruga građana HKK Stolac registrirana je 16. studenoga 2001. godine, s adresom u Kneza Domagoja bb, Stolac.
2000-ih se natjecao u A-2 ligi Bosne i Hercegovine.

## Vanjske poveznice
- Udruga građana Hrvatski košarkaški klub Stolac Poslovanje